# Musica house
L'house è un genere musicale appartenente alla electronic dance music (EDM), nato nelle discoteche di Chicago e New York nella prima metà degli anni ottanta e fortemente influenzata dalla disco music e da elementi del funk dei tardi anni settanta. Il nome house deriva dal Warehouse, storico locale di Chicago il cui dj resident Frankie Knuckles, soprannominato The Godfather of House, è riconosciuto come il creatore. 
Nata nei primi anni '80, ha fortemente influenzato la musica degli ultimi quarant'anni. Nel ventennio d'oro che va dal 1989 al 2009, in particolare, sono uscite più canzoni house che di qualsiasi altro genere musicale.

## Caratteristiche strutturali del genere
Questo genere è caratterizzato da una metrica in 4/4 con cassa in battuta su ogni quarto, arricchita talvolta da temi ritmici più elaborati. 
Una presenza fissa è lo "snare" (rullante) sui battiti pari e il charleston (hi-hat) in controtempo, per formare il groove con giri di basso in una o due battute. Il basso può essere acustico, elettrico o anche sintetico. 
Questa sezione ritmica fa da base per la parte melodica che è composta diversamente a seconda dei generi ma che ha elementi comuni come la presenza di semplici fraseggi melodici di pianoforte, chitarre acustiche o elettriche funky o jazz, complessi assoli di fiati, cordofoni e linee vocali con influenze funk e soul. La frequenza metronomica è tipicamente di 120/130 battiti per minuto. Nella maggior parte, il metronomo batte i 128 bpm.
La stesura di un pezzo house inizia quasi sempre con un'introduzione composta dai soli suoni di batteria, che culmina in una pausa fatta di soli pad (in italiano detti "tappeti armonici": suoni elettronici di accompagnamento), fino a giungere al tema principale, con le sue variazioni. Segue poi pausa di lunghezza maggiore, respiro ed infine un nuovo tema centrale e una coda per chiudere il pezzo. 
Questa somiglianza melodica e ritmica tra la fine di un brano e l'inizio di quello successivo è un elemento fondamentale nell'esecuzione di una scaletta musicale, perché permette ai dj di missare due brani musicali in sequenza, senza che il pubblico possa avvertire quando termina l'uno e comincia l'altro, garantendo per questo una continuità e un flusso musicale piuttosto omogeneo. 

### Le origini

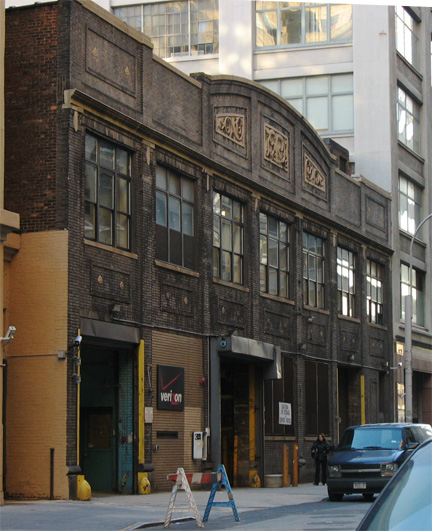
La discoteca Paradise Garage a New York

Il precursore del genere fu il disc jockey David Mancuso, il quale con le sue serate private al club The Loft influenzò dj come Frankie Knuckles, Larry Levan e Nicky Siano, che agli inizi degli anni settanta dalla console del Gallery di New York furono i primi a sperimentare nuove strade musicali come il "beat matching", che consiste nel portare allo stesso "tempo" due dischi suonati consecutivamente, per poi passare dall'uno all'altro facendo proseguire la musica senza soluzione di continuità.
Un'altra importante innovazione del Gallery fu quella di utilizzare una console munita di tre piatti: i primi due utilizzati per i dischi mentre il terzo permetteva di inserire nelle canzoni effetti e suoni scelti dal dj.
Nel 1976, Levan fu chiamato al locale che lo avrebbe reso uno dei più grandi dj di sempre: l'ex garage per auto Garage al numero 84 di King Street, che alla sua concreta inaugurazione (1978) venne ribattezzato Paradise Garage. Larry Levan e Paradise Garage diventarono grandi insieme, quasi una sola identità: Levan aveva un gusto musicale sopraffino e innovativo e il Garage suonava come nessun locale aveva mai fatto grazie alle sue origini e grazie al suo potentissimo sound system. 
Nel 1977 Knuckles si trasferì a Chicago, diventando dj del Warehouse. Negli anni successivi il suo modo di mixare i dischi con pattern di drum machine e vocalizzi soul ottenne sempre maggior successo e iniziò ad essere imitato. Il dj Chip E. ha affermato che la nascita del nome risale al 1983, quando la casa discografica Imports Etc di Chicago iniziò a vendere dischi etichettandoli con la dicitura "Ascoltato al Warehouse", che poi si ridusse semplicemente in "House", anche se lo stesso Knuckles identificava il momento esatto della nascita del genere col giorno in cui si imbatté in un bar di Chicago che esponeva un cartello "Qui suoniamo musica House". La prima etichetta discografica di musica house fu la Trax Records dell'imprenditore Larry Sherman, nata nel 1985. Sempre nello stesso anno partì anche il catalogo della D.J. International di proprietà di Rocky Jones.
On and On (1984) di Jesse Saunders è considerato il primo disco house ufficiale della storia, a cui segue Set It Off (1985) di Walter Gibbons. Questi brani erano suonati fino al 1985 solo in determinate discoteche come il Music Box (ex Warehouse; dal 1983 Ron Hardy prese il posto di Frankie Knuckles) o il Paradise Garage. Nella città di Chicago però si potevano ascoltare grazie alla radio WBMX e lo show radiofonico Saturday Night Ain't No Jive Chicago Dance Party dove si alternavano i dj più famosi di Chicago e New York (in modo particolare quelli del gruppo "Hot Mix 5"). Nella Grande Mela invece Tony Humphries e Kenny Carpenter, a metà anni ottanta suonavano la prima house su Radio Kiss FM. Larry Levan, intanto, proponeva delle produzioni dalle sonorità che univano sia strumenti reali (non utilizzati nella Chicago House classica) che elettronici (come sintetizzatori e drum machine), il cui cantato era strettamente legato alla tradizione soul e R&B; un nuovo genere musicale che oggi va sotto il nome di House Garage. 
Nel 1986 il genere si diffonde in tutto il mondo anche se ancora apparteneva alla categoria della musica underground. Nell'estate di quell'anno I Can't Turn Around del progetto JM Silk diventa il primo disco house che arriva alla numero uno della classifica dance di Billboard, mentre Love Can't Turn Around di Farley "Jackmaster" Funk entra nella chart britannica Top of the Pops. Nello stesso periodo uscì Move Your Body di Marshall Jefferson: grande successo della Chicago House importato in Europa e suonato dalle radio pirata inglesi. Tra gennaio e febbraio 1987 Jack Your Body di Steve Hurley arrivò alla prima posizione della Official Singles Chart (è stata anche la terza canzone house ad avere un videoclip dopo Love Can't Turn Around e Shadows of your Love).
Larry Heard lanciò Can you feel it, che aprì il filone deep house della quale Chicago si stava facendo portavoce. Altri successi della metà degli anni ottanta furono Whatcha Gonna Do e If You Should Need A Friend dei Blaze, Music is the key di Steve Hurley, No Way Back di Adonis, Pleasure Control di On the House (Marshall Jefferson), House Train di Risse, Jack The Bass, House Nation.

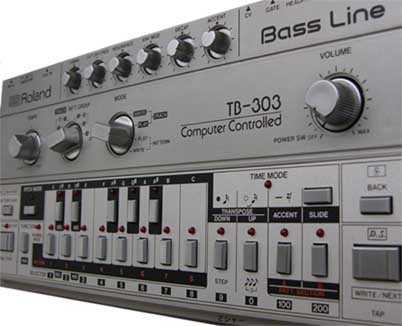
Il sintetizzatore Roland TB-303

Sempre nel 1986, un altro disc-jockey di Chicago, DJ Pierre, inventò l'acid house, un tipo di house costruita attorno alle sonorità, appunto, "acide" e ipnotiche del sintetizzatore Roland TB-303. Il primo singolo ufficiale del nuovo genere fu Acid Tracks (1987) dei Phuture (di cui DJ Pierre era membro).
Nell'agosto 1987 uscì Pump Up the Volume dei MARRS (Cj Mackintosh e Dave Dorrell): un disco house britannico che campionava vecchi pezzi funk dei primi anni settanta e alcune canzoni hip hop anni ottanta (una decina di brani in tutto). Riuscì a vendere quattro milioni di copie nel mondo verso la fine di quell'anno. Nello stesso periodo divenne popolare nella scena underground newyorkese Beat Dis del giovane Bomb the Bass; molto simile a Pump Up The Volume nella struttura musicale (ricampionamento continuo di vecchi pezzi e musiche di serie tv e western celebri degli anni sessanta, come il sample del film Il buono, il brutto, il cattivo). Il disco aveva uno smiley sulla copertina che in seguito caratterizzò l'iconografia dei rave e della cultura acid house inglese.
Nel 1988, anno d'oro della house, i protagonisti furono gli Inner City (da Detroit) e gli S'Express (dalla Gran Bretagna), che con le loro canzoni portarono questo genere al successo pop internazionale. Il produttore di musica house più attivo fu però Todd Terry (in alcuni casi con lo pseudonimo "Royal House") che dominò le classifiche dance con Can You Party, A Day In The Life, Bango e Weekend. Notevolissimi i tormentoni da club Your Love di Frankie Knuckles & Jamie Principle, Strings Of Life di Rhythim Is Rhythim, House Arrest dei Krush, Devotion dei Ten City, Someday di Ce Ce Rogers, I Want You e You Used To Hold Me di Ralphi Rosario, Reachin' dei Phase II, Night Moves di Rickster, Can you feel it (versione cantata) dei Fingers Inc., Bass! di Simon Harris, The Party di Kraze, Voodoo Ray di A Guy Called Gerald, We Call It Acieed dei D-Mob, In-Ten-Si-T di Mickey Oliver, The Only Way Is Up di Yazz, Work It To The Bone di LNR, Stakker Humanoid di Humanoid e Promise Land di Joe Smooth. In autunno uscì anche lo storico disco hip house I'll House You dei Jungle Brothers, che conteneva il campione di Can You Party.
Nel 1989 si aprì così il filone hip house con Get Up On The Dance Floor Di Rob Base & Dj Ez Rok e Turn Up The Bass di Tyree Cooper. Lil' Louis pubblicò French Kiss che gli valse il contratto con la Epic e venne censurata in Inghilterra per il suo contenuto fortemente erotico. People Hold On dei Coldcut e Lisa Stansfield diventò la hit più ballata in Europa. Il potere di mercato di questo genere fu rappresentato meglio dal gruppo belga dei Technotronic, che con Pump Up The Jam arrivano alla seconda posizione della classifica di vendita americana. Sempre nel 1989 venne pubblicato il primo disco house italiano d'esportazione: Ride On Time dei Black Box (ottocentomila copie vendute solo in Inghilterra e prima posizione della U.S. Dance Chart di billboard).
Nel 1990 continuò la moda della hip house con Mr. Lee, i Beatmasters, Fast Eddie, Double Trouble, Deskee, Twenty 4 Seven, 2 In A Room e Tony Scott. I C+C Music Factory e gli Snap! ebbero il loro successo mondiale con Gonna Make You Sweat e The Power: canzoni house sofisticate che contenevano alcuni elementi hip hop. In quell'anno esce inoltre il primo singolo house di una delle pop-star più famose del mondo: Vogue di Madonna. La canzone arriva alla posizione numero uno nella classifica di vendita americana, aiutando a far aumentare ulteriormente la popolarità del genere nel contesto musicale mainstream. 
Nel settore Garage house tra il 1989 e il 1992 sono invece da citare, tra gli altri, i successi da club dei Deee-Lite (Groove Is in the Heart), Adeva (Respect), Alison Limerick (Where Love Lives), Clivillés & Cole (Pride), Aly-Us (Follow Me), Roberta Flack (Here It Comes) ed Incognito Feat. Jocelyn Brown (Always there).
Nei primi anni novanta alla techno europea si sovrappose la house prevalentemente di origine inglese, come la progressive house ("atmosferica" negli arrangiamenti e contaminata dalla trance), e americana, caratterizzata per lo più dai suoni di pianoforte in prominenza e spesso anche da una ritmica breakbeat, o in alcuni casi influenzata dallo stile Downtempo. Fra gli artisti rilevanti vanno ricordati i Brothers In Rhythm, i Bizare-Inc., Crystal Waters, Soul II Soul, Londonbeat, Jaydee, i K-Klass, Gat Dècore, CeCe Peniston, FPI Project, Black Machine, Joy Salinas, Shamen, Transformer 2, Nomad, 808 State, Leftfield, Orbital, Adamski, Cathy Dennis, Rozalla, Lonnie Gordon, Double Dee, Shades Of Rhythm, Robin S. e gli M-People.

### Il successo in Europa e l'evoluzione del genere
In Europa la musica house iniziò a diffondersi già dal 1986. Nel marzo 1987 Marshall Jefferson, Frankie Knuckles, Adonis e Larry Heard fecero un tour in Gran Bretagna, dopo il grande successo da classifica di alcune tracce della Chicago House, come Jack Your Body e Love Can't Turn Around. Nel frattempo anche a Ibiza, già nota da fine anni settanta per la sua vita notturna, il nuovo suono di Chicago si era diffuso in numerose discoteche come l'Amnesia, dove veniva suonato in feste all'aria aperta e accompagnato dall'assunzione di ecstasy, droga che divenne simbolo delle discoteche.
L'anno chiave per l'esplosione dell'house in Inghilterra fu il 1987, quando dj come Paul Oakenfold e Danny Rampling importarono il suono di Ibiza nelle discoteche britanniche, in particolar modo a Londra (Shoom), a Birmingham (Heaven, il Future, Spectrum e il Purple Raines) e Manchester (Hacienda). L'anno seguente la moda dell'acid house, e con essa il consumo di ecstasy, si diffuse a macchia d'olio in tutto il paese, diventando un vero e proprio fenomeno culturale giovanile. Uno dei tratti caratteristici di questa Second Summer of Love (come fu definita dai mass media) furono i rave party, manifestazioni musicali molto spesso illegali organizzate all'interno di aree industriali abbandonate o in spazi aperti, che divennero in breve tempo un problema di ordine pubblico nella rigida Inghilterra dell'epoca Thatcher. Nonostante l'origine dei rave party illegali sia avvenuta all'interno della scena house, negli anni successivi la musica ascoltata all'interno di essi è diventata la techno con i suoi sottogeneri, e la musica trance mentre la house ne è stata esclusa.
In Italia, anche se dal 1986 alcuni dj proponevano delle brevi sequenze house, il genere divenne popolare alla fine dell'87 con Pump Up the Volume dei MARRS (primo posto della classifica dei singoli) e in seguito dall'estate del 1988 con pezzi come Theme from S'Express degli S'Express e pochi mesi dopo Good Life degli Inner City, Jack To The Sound Of The Underground di Hit House, Get Real di Paul Rutherford, Wait di Kym Mazelle e Say!Rayo! dei Brooklyn Boyz Choir, che si inserirono ai vertici delle dance chart. Nello stesso anno nacque una vera e propria scena house italiana (definita italo house o spaghetti house) inizialmente con progetti musicali quali Gino Latino e Cappella. Poi, nel 1989, arrivarono numerosi successi internazionali come "Ride On Time" di Black Box, Numero Uno di Starlight Sensation e Touch Me di 49ers..
Nei primi anni novanta la house si fonde con altri generi musicali, dando vita a una serie di derivazioni, fra cui l'eurodance. Brani come Rhythm is a Dancer degli Snap!, Please Don't Go di Double U e What is Love di Haddaway, segnarono l'ascesa nelle classifiche del nuovo genere. In questo periodo infatti le discoteche iniziarono a "specializzarsi" in un certo tipo di musica dance (eurodance, techno/rave, house), attirando al loro interno una determinata fascia di pubblico appassionato per ogni tipo di musica da discoteca. Nel '95 e '96, comunque, The Bomb dei Bucketheads, Your Loving Arms di Billie Ray Martin, Make The World Go Around di Sandy B, e Hideaway di De'Lacy, raggiungono un grande successo nell'ambito della house più distaccata dal filone underground.
All'inizio degli anni novanta nasce e si sviluppa la UK garage, una fusione tra R&B e garage house dalla ritmica più vicina alla metrica breakbeat. A fine del decennio il genere si evolve in due sotto-categorie musicali alternative: la speed garage e il 2-step garage.
Nel biennio 1998/99 escono alcuni noti classici house che dominano in Europa sia le classifiche Pop che le club chart: Music Sounds Better with You degli Stardust, Music Is the Answer di Danny Tenaglia feat. Celeda, Needin' U di David Morales, Don't Call Me Baby dei Madison Avenue, Big Love di Pete Heller, Red Alert dei Basement Jaxx, Sing it Back di Moloko, e U Don't Know Me di Armand Van Helden.
Di grande successo internazionale è anche la French house, che rivisita la tradizione disco francese e che si pone all'interno di un contesto musicale definito "french touch", una scuola di DJ d'Oltralpe. Importanti nomi di questa corrente sono i Daft Punk, Fred Falke o Bob Sinclar.
Dai primi anni 2000, la funky house, particolarmente orecchiabile, assurge a vera e propria musica da tormentone in Italia, prendendo il ruolo avuto fino ad allora dall'eurodance. A contribuire al successo vi sono artisti italiani quali Spiller, Moony, Gianni Coletti e internazionali come Joey Negro, Shapeshifters, Freemasons. Tra i successi più significativi ricordiamo Another Chance (2001) di Roger Sanchez, The Weekend di Michael Gray (2004), World, hold on di Bob Sinclar (2006).
Più di nicchia sono invece la Soulful house, nata negli ambienti afro americani e influenzata da sonorità soul e gospel, e la Latin house, con suoni latino americani, lanciata da Little Louie Vega. Questi generi iniziano a diffondersi in sfilate di moda e cocktail bar.
Nella prima metà degli anni 2000 si imposero nella scena dance generi house dallo stile fusion ovvero l'electro house, la tribal house, la dutch house e la fidget house che alla fine del decennio contribuirono a rinnovare il successo nelle club chart grazie ad artisti come Full Intention, Deep Dish, Deadmau5, Fedde Le Grand, David Guetta, Afrojack e Calvin Harris.
Dall'inizio degli anni 2010 la Svezia è stata pioniera dell'ondata "Festival progressive house": Sebastian Ingrosso, Axwell e Steve Angello formarono insieme gli Swedish House Mafia, i quali, assieme a dj, producers e compositori di grande riscontro internazionale, tra cui Avicii, Alesso e Usher, dimostrarono che la house poteva ancora produrre hit da classifica.
Tra la fine degli anni 2010 e l'inizio degli anni 2020 emerge l'afro house, i cui artisti più noti sono, tra gli altri, i produttori Black Coffee, Sun-El Musician, Raffa Guido e Adam Port.

## Filmografia
- Maestro, regia di Josell Ramos (2003) - documentario